# Nika Kocharov & Young Georgian Lolitaz
Nika Kocharov & Young Georgian Lolitaz, er en indie rockband, som repræsenterede Georgien i Eurovision Song Contest 2016 med sangen "Midnight Gold". De opnåede en 20. plads.